# Andrena orizabibia
Andrena orizabibia är en biart som beskrevs av Embrik Strand 1917. Andrena orizabibia ingår i släktet sandbin, och familjen grävbin. Inga underarter finns listade i Catalogue of Life.